# Giovanni Previtera
Giovanni Previtera (Linguaglossa, 6 novembre 1844 – Piedimonte Etneo, 14 febbraio 1903) è stato un vescovo cattolico italiano.

## Biografia
Nacque a Linguaglossa il 6 novembre 1844, terzo di cinque figli, da Carmelo e Gaetana Reganati, nobile famiglia di Acireale insediatosi a Linguaglossa nel 1600. Ha vissuto e restaurato Palazzo Previtera a Linguaglossa.

### Formazione e ministero sacerdotale
Frequentò a Messina le scuole secondarie presso l'istituto dei padri teatini e quelle teologiche presso il seminario arcivescovile. Il 22 maggio 1869 fu ordinato presbitero dall'arcivescovo di Messina Luigi Natoli, già rettore del seminario di Patti; nel 1870 rientrato a Linguaglossa, ricoprì le cariche di vicario foraneo, esaminatore prosinodale e arciprete del suo paese natale, presso la chiesa Santa Maria delle Grazie di Linguaglossa.

### Ministero episcopale
Eletto vescovo di Patti il 26 marzo 1888, fu consacrato a Roma, nella chiesa dei Santi Ambrogio e Carlo al Corso, dal cardinale Lucido Maria Parocchi l'11 giugno successivo. Continuò a reggere la parrocchia di Linguaglossa fino al 1890, quando finalmente poté fare il suo ingresso nella diocesi di Patti.
Durante il suo episcopato fondò la rivista quindicinale Il Tindari. Commissionò e sovvenzionò la ristrutturazione dell'antico santuario mariano di Tindari, i cui lavori furono completati dopo la sua morte. Istituì l'Istituto della Sacra Famiglia, per l'educazione delle giovani fanciulle, e la banca Cattolica di Patti, per la promozione del microcredito. 
Morì a Piedimonte Etneo, nella sua villa estiva, il 14 febbraio 1903.

## Genealogia episcopale
La genealogia episcopale è:
- Cardinale Scipione Rebiba
- Cardinale Giulio Antonio Santori
- Cardinale Girolamo Bernerio, O.P.
- Arcivescovo Galeazzo Sanvitale
- Cardinale Ludovico Ludovisi
- Cardinale Luigi Caetani
- Cardinale Ulderico Carpegna
- Cardinale Paluzzo Paluzzi Altieri degli Albertoni
- Papa Benedetto XIII
- Papa Benedetto XIV
- Papa Clemente XIII
- Cardinale Marcantonio Colonna
- Cardinale Giacinto Sigismondo Gerdil, B.
- Cardinale Giulio Maria della Somaglia
- Cardinale Carlo Odescalchi, S.I.
- Cardinale Costantino Patrizi Naro
- Cardinale Lucido Maria Parocchi
- Vescovo Giovanni Previtera